# Rojownik
Rojownik, rojnik, rojniczek (Jovibarba Opiz) – rodzaj roślin należący do rodziny gruboszowatych. W zależności od ujęcia systematycznego jest to rodzaj siostrzany względem rodzaju rojnik (Sempervivum) ewentualnie sekcja w obrębie tego rodzaju. Należą tu także w zależności od ujęcia dwa lub trzy gatunki występujące w Europie i Azji, z czego dwa rosną dziko w granicach Polski (rojownik pospolity J. sobolifera i włochaty J. hirta). Są to byliny monokarpiczne.
Rośliny uprawiane są jako ozdobne w ogrodach skalnych, na suchych rabatach i murach.

## Morfologia
PokrójRośliny o pędzie nierozgałęzionym, gruboszowatym, osiągającym od 8 do 25 cm wysokości.
LiścieSkrętoległe, siedzące, gruboszowate, tworzą przyziemną rozetę. Blaszka podługowata do owalnej, osiągająca długość 2–4 (rzadziej 6) cm, naga lub orzęsiona na brzegach.
KwiatySiedzące lub krótkoogonkowe (do 1 mm długości) tworzą szczytową wierzchotkę. Kwiaty wzniesione w górę, 6–7-krotne. Działki kielicha połączone u nasady, podobne do siebie. Płatki korony kwiatu prosto wzniesione, zielonkawobiałe, zielonkawożółtawe i żółtawe, na brzegu frędzlowato postrzępione, gruczołowato owłosione. Pręciki w liczbie dwukrotnie większej od członów okółku okwiatu; o nitkach przyległych do płatków korony. Słupek prosto wzniesiony, o kulistej zalążni i znacznie krótszej od niej szyjki.
OwoceTorebki wzniesione, zawierające nasiona zwykle brązowe, prążkowane.
Rośliny podobneRośliny z rodzaju rojnik różnią się odgiętymi i całobrzegimi płatkami, kwiatami 8 do 16-krotnymi.

## Systematyka
Pozycja systematyczna
Rodzaj Jovibarba należy do rodziny gruboszowatych Crassulaceae, do rzędu skalnicowców (Saxifragales) i wraz z nim do okrytonasiennych. W obrębie gruboszowatych należy do podrodziny Sedoideae, plemienia Sedeae, podplemienia Sedinae. Bywa łączony z rodzajem rojnik Sempervivum, wraz z którym tworzy klad. Oba taksony są jednak monofiletyczne (siostrzane). Rozdzielenie ich linii nastąpiło ok. 5–9 milionów lat temu, przy czym większość gatunków w obu rodzajach wyewoluowała w ciągu ostatnich dwóch milionów lat.
Wykaz gatunków
Pierwsza nazwa naukowa według listy krajowej, druga – obowiązująca według bazy taksonomicznej Plants of the World Online i World Flora Online
- rojownik pospolity, rojnik pospolity Jovibarba sobolifera (Sims) Opiz ≡ Sempervivum globiferum subsp. globiferum
- rojownik włochaty, rojnik włochaty Jovibarba hirta (L.) Opiz ≡ Sempervivum globiferum subsp. hirtum (L.) 't Hart & Bleij
- rojownik Heuffela, rojniczek Heuffela[6] Jovibarba heuffelii (Schott) Á. Löve & D. Löve ≡ Sempervivum heuffelii Schott

## Uprawa
Rośliny te wymagają stanowisk słonecznych, podłoża mineralnego i przepuszczalnego. Rozmnażane są przez wysiew nasion lub rozdzielanie rozet przybyszowych.